# Lambert-féle koszinusztörvény
A Lambert-féle koszinusztörvény azt mondja ki, hogy egy ideális diffúz sugárzóról visszavert fény a megfigyelő látótengelye és a sík normálisa közötti szög koszinuszával arányos.
{\displaystyle E={\frac {I}{r^{2}}}\cos \phi }
ahol E, a megvilágítás
I, a fényforrás erőssége
r, a távolság a fényforrástól
{\displaystyle \phi }, a megvilágított felület normálisa és a beérkező fény iránya közötti szög.
A törvényt Johann Heinrich Lambert (1728–1777) svájci matematikus, fizikusról nevezték el, aki ezt az összefüggést felfedezte (1760).
A pontszerű sugárzók koherens fényével ellentétben vannak olyan fényforrások, amelyek úgynevezett lágy fényt sugároznak. Az ilyen típusú sugárzást nevezik szórt vagy diffúz fénynek. A szórt fénynél az árnyékhatás jelentéktelen, és nem érvényesek rá a pontszerű fényforrások törvényszerűségei.
Az ideálisan diffúz felületet az ún. Lambert-féle felület, amit a Lambert-féle koszinusztörvény jellemez. Lambert törvénye a Lambert-féle felületről visszaverődő fény törvényszerűségeit tárgyalja. Az ilyen felületről hasonló sugárzás verődik vissza bármely szögből nézve. A sugárzás hasonló, de az emittált teljesítmény az emisszió szögének koszinuszával csökken.
Ha például a Nap Lambert-féle sugárzó lenne, akkor azt várhatnánk, hogy konstans fényesség lenne látható a teljes napkorongon. Valójában a Napot figyelve peremsötétedés tapasztalható, vagyis a korong a peremén sötétebb, mint a közepén, ezért a Nap nem Lambert-féle sugárzó. A fekete test viszont Lambert-féle sugárzó.

## Alkalmazás
A Lambert-féle koszinusztörvényt használják ki olyan párkányzatok, díszlécek stb. esetében, ahol az anyag változtatása, vagy festése nélkül világos és sötét árnyalatokat alkalmaznak.